# تل السبع
تل السبع (به لاتین: Tel Sheva) یک منطقهٔ مسکونی در اسرائیل است که در Beersheba Subdistrict واقع شده‌است.